# CFBT
CFBT, de afkorting van Compartment Fire Behaviour Training, is een internationaal concept voor het trainen van basale vaardigheden op het gebied van gebouwbrandbestrijding. Dit concept wordt sinds enkele jaren ook door de Nederlandse brandweer toegepast. De kracht van het concept is zijn eenvoud: aan de hand van slechts zes brandscenario's (zogenoemde burns) leren brandweermensen alle vaardigheden die nodig zijn om een brand in één ruimte (compartiment) veilig, effectief en efficiënt te bestrijden. Van elk scenario is precies vastgelegd:
- welke leerdoelen ermee behaald kunnen worden
- welke brandstoffen er gebruikt moeten worden
- hoe de brandhaard vormgegeven moet worden
- wat de instructeur precies moet doen.

Het oefenobject is een zogenoemde Attack Cell (een metalen zeecontainer) die qua materiaal, volume en indeling precies is afgestemd op de vuurbelasting en het brandgedrag van de zes scenario's. Wanneer een instructeur is opgeleid in de juiste toepassing van de burns, kan hij met een CFBT Attack Cell altijd de leerdoelen van de zes CFBT-scenario's halen. Door de nauwkeurige afstemming van de container op de vuurbelasting en het brandgedrag van de bijbehorende burns blijft de container heel lang branden, waardoor er met één burn relatief veel cursisten getraind kunnen worden.

## CFBT-leerdoelen
In een CFBT-training leren brandweermensen een gebouwbrand in één ruimte te verkennen en te bestrijden. Hierbij komen de volgende onderwerpen aan de orde:
- de ontwikkeling van een brand in diverse stadia
- de verschillen tussen een brandstofgecontroleerde brand versus een ventilatiegecontroleerde brand
- de verschillende vormen van plotselinge branduitbreiding en de risico's daarvan
- het verkennen van een brand aan de hand van rook, stroming, temperatuur en vlammen (RSTV)
- diverse straalpijpvoeringstechnieken (3D-rookgaskoeling, painting en pencilling).

## CFBT-instructeurs
Om een CFBT-training voor brandweermensen te kunnen verzorgen, hebben CFBT-instructeurs veel kennis en vaardigheden nodig. Speciaal voor Nederlandse brandweerinstructeurs biedt de Brandweeracademie twee CFBT-cursussen aan:
- Instructeur CFBT Niveau 1
- Instructeur CFBT Niveau 2.

De cursus Instructeur CFBT Niveau 1 is bedoeld voor instructeurs die lesgeven aan manschappen in opleiding. Instructeurs die reeds opgeleide manschappen, bevelvoerders en ploegen willen oefenen en bijscholen in gebouwbrandbestrijding wordt aangeraden om na de cursus Instructeur CFBT Niveau 1 ook de cursus Instructeur CFBT Niveau 2 te volgen.
In een CFBT-instructeurscursus krijgen de deelnemers behalve de praktische kennis en vaardigheden op het gebied van het verkennen en bestrijden van een gebouwbrand ook veel verdiepende en verklarende kennis aangereikt. Deze kennis is nodig om voldoende boven de leerstof te staan en cursisten meer inzicht te bieden in het hoe en waarom van gebouwbrandbestrijding. Het gaat hierbij onder andere om kennis van branddynamica en brandfysica.

## Attack Cell
Een Attack Cell is een gelijkvloerse zeecontainer die uit één compartiment bestaat. In een CFBT-training worden scenario’s (zogenoemde burns) gebruikt die een natuurgetrouwe visualisatie van het brandverloop creëren. Dit is mogelijk omdat de brandstof van deze burns optimaal is afgestemd op het volume en de materiaaleigenschappen van de Attack Cell. De hoeveelheid en samenstelling van de diverse brandstoffen (palletmateriaal, spaanplaat, sprokkelhout en golfkarton) leveren hierdoor precies het brandgedrag op dat bij een scenario nodig is. Wanneer de instructies met betrekking tot de brandstof worden opgevolgd, heeft een Attack Cell de volgende voordelen:
- een voorspelbaar en betrouwbaar brandverloop met natuurgetrouwe RSTV-signalen
- met elke burn kan elk leerdoel van die burn steeds opnieuw worden behaald
- relatief weinig invloed van regen en wind op het brandgedrag van de container
- er zijn weinig technische handelingen nodig om de container te bedienen.

Dankzij deze voordelen is de Attack Cell een goed en betrouwbaar hulpmiddel om de basisvaardigheden op het gebied van brandbestrijding op een veilige, effectieve en efficiënte manier te trainen en oefenen. In de CFBT-training leren instructeurs de brandlast van elke burn nauwkeurig op het brandgedrag van de Attack Cell af te stemmen, zodat de veiligheid van hun trainingen met deze container goed kan worden gewaarborgd en de kans op materiële schade minimaal is.